# C4H7ClO2
化学式C4H7ClO2（摩尔质量：122.55 g/mol）可能指：
- 氯乙酸乙酯，CAS号：105-39-5
- 2-氯丁酸，CAS号：4170-24-5
- 4-氯丁酸，CAS号：627-00-9
- 氯甲酸正丙酯（德语：Chlorameisensäure-n-propylester），CAS号：109-61-5
- 氯甲酸异丙酯（德语：Chlorameisensäureisopropylester），CAS号：108-23-6
- 2-氯丙酸甲酯，CAS号：17639-93-9
- 乙氧基乙酰氯，CAS号：14077-58-8
- 2-氯-2-甲基丙酸，CAS号：594-58-1

|  | 这个同类索引页列出了具有相同分子式的化学物（即同分異構體）条目。 除非您是有意链接至本页，否则应将相应条目的内部链接指向正确的条目。 |